# Olor de colònia
Olor de colònia és una minisèrie catalana de dos episodis de l'octubre de 2013 dirigida per Lluís Maria Güell i Guix sobre los colònies tèxtils a Catalunya, basada en la novel·la homònima de Sílvia Alcàntara. Fou retransmesa per TV3 el 14 i el 15 d'octubre de 2013.
Fou produïda per Televisió de Catalunya i Diagonal TV amb un pressupost de 2.700.000 euros, i enregistrada a les colònies de Cal Casas, Cal Marçal, Cal Prat, Viladomiu Nou i l'Ametlla de Merola, amb ús de tecnologia 3D per reproduir els telers.

## Sinopsi
El 1953 es produeix un incendi a la Colònia Vidal de Puig-reig (Berguedà) en la que hi mor l'Isidre, l'escrivà de la fàbrica. La colònia és un enclavament dins dels marges dels rius Llobregat i Ter, una comunitat industrial fundada a mitjans del segle XIX on fàbrica i habitatge compartien el mateix terreny. La minisèrie continua amb les vicissituds dels personatges de la colònia fins al seu progressiu abandonament els anys 1960.

## Repartiment
- Pep Planas...	 Climent Palau
- Maria Molins...	 Teresa Roca
- Míriam Iscla...	 Matilde
- Toni Sevilla...	 Sr. Boix
- Pepa López...	 Priora
- Vicky Peña...	 Adela
- Fermí Reixach...	 Viladomat
- Margarida Minguillón...	 Filomena
- Alicia González Laá	 ...	 Gertrudis
- Marta Angelat...	 Montserrat
- Greta Fernández... Cèlia gran

## Nominacions
Fou nominada al Gaudí a la millor pel·lícula per televisió.